# Federico Gartner
Juan Federico Otocar Gartner (Leandro N. Alem, 5 giugno 1979) è un pilota motociclistico argentino.

## Carriera
Per quanto riguarda le competizioni iridate su pista esordisce nella classe 250 del motomondiale nel 1995 con una Honda in occasione del GP di casa a cui ha preso parte quale wild card.
Corre un Gran Premio anche nel 1996 e nel 1997, in entrambe le occasioni il Gran Premio motociclistico del Brasile e sempre utilizzando una moto Honda. Nel 1998 corre la stagione intera in sella ad una Aprilia, classificandosi 34º al termine dell'anno. In tutte le sue partecipazioni ha sempre gareggiato nella stessa classe.

## Risultati nel motomondiale
| 1995 | Classe | Moto  |  |  |  |  |  |  |  |  |  |  |  |     |  |  |  | Punti | Pos. |
| ---- | ------ | ----- |  |  |  |  |  |  |  |  |  |  |  | --- |  |  |  | ----- | ---- |
| 1995 | 250    | Honda |  |  |  |  |  |  |  |  |  |  |  | Rit |  |  |  | 0     |      |

| 1996 | Classe | Moto  |  |  |  |  |  |  |  |  |  |  |  |  |  |    |  | Punti | Pos. |
| ---- | ------ | ----- |  |  |  |  |  |  |  |  |  |  |  |  |  | -- |  | ----- | ---- |
| 1996 | 250    | Honda |  |  |  |  |  |  |  |  |  |  |  |  |  | 20 |  | 0     |      |

| 1997 | Classe | Moto  |  |  |  |  |  |  |  |  |  |     |  |  |  |  |  | Punti | Pos. |
| ---- | ------ | ----- |  |  |  |  |  |  |  |  |  | --- |  |  |  |  |  | ----- | ---- |
| 1997 | 250    | Honda |  |  |  |  |  |  |  |  |  | Rit |  |  |  |  |  | 0     |      |

| 1998 | Classe | Moto    |     |    |    |    |     |    |    |  |     |     |    |     |    |    |  | Punti | Pos. |
| ---- | ------ | ------- | --- | -- | -- | -- | --- | -- | -- |  | --- | --- | -- | --- | -- | -- |  | ----- | ---- |
| 1998 | 250    | Aprilia | Rit | 16 | 18 | 15 | Rit | 16 | NQ |  | Rit | Rit | 24 | Rit | 19 | 17 |  | 1     | 34º  |

| Legenda | 1º posto        | 2º posto            | 3º posto            | A punti      | Senza punti        | Grassetto – Pole position Corsivo – Giro più veloce |
| Legenda | Gara non valida | Non qual./Non part. | Ritirato/Non class. | Squalificato | '-' Dato non disp. | Grassetto – Pole position Corsivo – Giro più veloce |